# Albin Kostrzewski
Albin Kostrzewski (ur. 17 marca 1924 w Bychawie, zm. 10 września 1981) – polski działacz partyjny i państwowy, ekonomista oraz milicjant, podsekretarz stanu w Ministerstwie Handlu Wewnętrznego i Usług (1975–1980).

## Życiorys
Syn Józefa i Józefy. W okresie okupacji pracował w gospodarstwie rolnym ojca i do 1943 uczył się w Szkole Spółdzielczej w Bychawie. W 1943 pod pseudonimem „Kędziorek” działał w lokalnej partyzantce Armii Krajowej (w stopniu strzelca kierował drużyną w ramach oddziału „Spartanin”, kierowanego przez Tadeusza Sowę ps. „Spartanin”). Od października 1943 był poszukiwany przez Narodowe Siły Zbrojne. Od 1944 do 1945 kierowca i szofer w komendach wojewódzkich Milicji Obywatelskiej w Lublinie i Otwocku. Następnie między 1945 a 1949 służył w komendach wojewódzkich MO w Koszalinie i następnie Szczecinie, dochodząc do stanowiska zastępcy szefa Wydziału Ogólnego KW MO w Szczecinie w stopniu podpułkownika.
Zdobył wykształcenie wyższe ekonomiczne, w 1969 ukończył studia na Wydziale Handlu Wewnętrznego Szkoły Głównej Planowania i Statystyki. Od 1949 do 1950 młodszy inspektor w Państwowej Centrali Handlowej w Szczecinie, następnie do 1954 radca i starszy radca w Ministerstwie Handlu Wewnętrznego. W latach 1954–1965 dyrektor Centralnego Domu Towarowego w Warszawie, następnie do 1972 na tożsamym stanowisku w Domach Towarowych „Centrum” tamże (początkowo w budowie). W latach 1972–1975 zarządzał zintegrowanym przedsiębiorstwem DT „Centrum”. Od czerwca 1975 do maja 1980 pozostawał podsekretarzem stanu w Ministerstwie Handlu Wewnętrznego i Usług.
Został pochowany na Cmentarzu Wojskowym na Powązkach.

## Odznaczenia
Odznaczony Srebrnym (1952) i Złotym (1955) Krzyżem Zasługi.